# 生化危机 逃出生天 File2
《生化危机 逃出生天 File2》是卡普空于2004年9月9日为PlayStation 2发行的一款恐怖动作冒险游戏。本作是《生化危機 逃出生天》的续作。

## 概述
与前作相比的变化包括：增加了额外物品、增加了新动作、增加了新生物、增加了新武器。
它被定位为前作故事的另一种演绎。第一章的难度很高，可能是因为它假设你已经通关了上一部作品。此外，如果你的记忆棒上有前作的存档，可以使用“继承”功能，同步前作的所有收集。即使是离线用户也可以通过物理方式继承存档，享受到前作的所有解锁的隐藏元素。采取这个做法可能是为了挽回前作的口碑。

## 游戏系統
- 除了前作舊有的系统外，还增加了新系统：

添加新动作
添加了一种“站立行走”动作，可让您在手持武器时移动。当敌人接近时，会自动转向不会措手不及。此外，如果敌人有弱点，它会自动瞄准那个部位（例如暴君R 的心脏、丧尸大象的头部等）。可以握住武器一段时间来自动瞄准敌人的弱点。本作在蹲伏状态下也可以获得物品。此外，某些角色还添加了新的特殊动作。本作可以在地图和文件屏幕上进行标记。
添加道歉
快捷交流中增加了一个新的“道歉”功能。
添加额外项目
每个玩家角色的初始物品会根据玩家角色的不同而不同。与个人物品不同的是初始物品可以交换。
AIPC 可选
在前作中，每个场景的 AIPC 都是固定的，但本作中，可以在每次离线启动场景时选择两个 AIPC。如果您满足条件，您还能够选择隐藏的服装和NPC。
添加亲和力系统
如果与角色的亲和力高接近，他们会愿意听取听玩家的指令，并经常配合玩的行动作。
反之往往会拒绝玩家独立行动。
添加额外的章节
与前作一样，本作可以在五个章节中任选其一进行游玩，但满足一定条件可额外游玩一个章节。有两种类型：
“歼灭”，在随机连接的房间歼灭一般怪物，
以及“对抗”，不断击败BOSS。
此外，在简单难度下，猎杀者的斩首等必杀攻击被禁用，玩家只会受到较高的伤害。但是，在濒死时受到猎杀者γ和鳄鱼的吞食等必杀攻击，或坠落时依然会死亡。
章节可选
在之前的作品中，通关一个章节会出现新的章节，但在本作中，除了“突破”和额外场景之外的所有场景都可以从头开始选择，并且可以任意顺序选择游玩。通关“咆哮”、“异界”、“记忆”、“死守”的各个剧情后，就会出现最终剧情“突破”。

## 联网
特征
无法选择相同的角色（在前作中不能选择相同类型的NPC，但在本作中可以）。
正式进入游戏前在等待房间可以聊天交流，游戏过程中不能聊天，但可以通过事先准备的快捷选项相互交流。
游戏支持最少1人至最多4人同时游玩。
您可以创建房间等待其他的玩家，与招募的玩家聊天。可以编辑难度、角色、等待时间和房间名称的设置。但是，一旦正式开始游戏，除非结束，否则无法对其修改。
与线下的区别
物品是随机放置的。
如果病毒感染度达到 100%则游戏结束，但您可以变成丧尸四处走动。时间限制为 10 分钟。您还可以攻击盟友，打开和关闭门。但是，您不能上下梯子。
进入菜单不会停止时间。
如果你变成了丧尸，即使在时间限制内过场动画开始，游戏也会结束。
其他玩家的物品请求会显示出来，如果你也想要某种物品，你发布声明后其他玩家也会看到请求。
你可以选择是否开启友军伤害。如此一来，你可以攻击其他玩家。
OUTBREAK FILE2 2 大厅
每个页面都添加了快速加入，作为招募其他玩家的一种方式。你只需选择一个角色，游戏就会快速启动。
每个区域有20个房间。与前作不同的是，每个区域没有320个房间。
有 10 个区域，包括无限的“自由模式”（例如噩梦区域，它会自动变成噩梦模式，敌人会变得更强大）。

## 故事

### 主要章节
咆哮（Wild Things）
穿过凶猛动物徜徉的浣熊市动物园，到达撤离直升机着陆点。动物园由植物园、热带地区、淡水地区等广场组成，以动物园为舞台，这里存在着各种各样的变异生物。难度很高，因为恐怖的丧尸大象从一开始就會出现，并且在公园里四处游荡。这里的敌人主要是凶猛的动物，人类丧尸只在本关卡早期出现。散落在公园各处的收集品硬币可用于办公室装饰，还可以获得扩大行动范围所需的钥匙和弹药。硬币的位置会根据难度级别而变化，所需的硬币数量也会发生变化。根据路线不同，頭目将是丧尸大象或丧尸狮子（雄性）。
异界（Underbelly）
躲避丧尸的袭击，并尽快從地下车站逃出。在游戏的前半部分只有丧尸出现，但在后半部分的事件发生后，吸血跳蚤成为主要敌人。与其他章节相比，本章有更多的事件，例如由突袭无人驾驶的火车引起的火灾事件和随机的角色绑架。本章分为两条路线：在地下逃生和从排气塔逃生，有两个不同的结局。頭目是巨型跳蚤。
记忆（Flash Back）
因为听说有通往邻镇的路，一行人来到了阿克雷山脉。一个神秘的老人「阿尔」出现在他们到达的山间小屋，带他们来到一个被巨大植物侵蚀的废弃医院。被困在医院的一行人试图逃离医院，同时躲避突然出现的怪物神秘斧頭男的攻击。由于神秘斧頭男始终在医院跟随玩家，因此确保弹药充足很重要。此外，还有很多有毒的敌人，如绿色丧尸、变异大王花和戟蜂，所以蓝色的草药和解毒剂是必不可少的。进医院前无法在林区查看地图，路线会根据难易程度有所变化。根据路线不同，玩家无需去医院就可以穿过森林。或者选择医院路线，完成收集医院内所有档案等条件，揭开斧頭男的真实身份和废弃医院的真相，就能实现真正的结局。有一个只有当玩家角色是艾莉莎时才能看到的特殊结局，包括一般角色的结局在内共有6种。頭目是侵蚀医院的超巨大变异植物。
死守（Desperate Times）
逃到浣熊市警察局寻求安全的玩家们，在警察局内幸存警察的帮助下，从警察局进行逃生。目标是保护警察局免受丧尸入侵并坚持到疏散车辆的到达。章节前半部分需寻找逃生物品，章节后半部分需在时限内收集站内武器。整个车站都安装了神经毒气发生器，它们会发出警报和告知公告。气体会定期在多个房间内同时产生，并随着时间的推移消散或使用气体中和器中和掉。暴露在气体中会显着增加病毒感染度，但对怪物们没有影响。高难度下，产生气体的房间更多，产生时间更长。本章無頭目戰，取而代之的是需擊退丧尸尸潮，每击杀各个难度指定的数量剩下的就会被自动清除。只有当玩家角色是凯文时，结局才会略有变化。
突破（End of the Road）
玩家碰巧来到了安布雷拉开发中心，遇到了研究人员，得知只有一种方法可以逃离即将被摧毀的城市。那就是通过地下水道和浣熊市的街道逃离实验室。章节前半部分主要目的是激活暴君，"暴君"被激活后，玩家向研究中心的出口走去，"暴君"失控后，玩家在躲避追击的同时向城市中心逃去。路线的变化取决于是否在下水道中打败了暴君。在市中心难度非常高，因为埋有地雷，U.B.C.S.人员还会对玩家进行狙击。游戏的结局根据玩家是否救出实验室工作人员琳达而改变，有两条逃生路线，一条是乘直升飞机，另一条是搭乘卡车。頭目是Nyx或暴君R。

### 额外章节
初心（Training Ground）
舞台是J's BAR。一个可以练习如何操作和特殊动作的新手教学。无法与NPC一起玩。第一个被选中的AIPC将作为训练伙伴，用于肩负借贷行动和物品交付，第二个训练从死去的NPC身上取回物品。只有一个丧尸作为敌人出现在屋顶上，击败它即可通关。由于是新手教学，没有通关率和SP项目，也没有难度设置和通关点数。此外，即使被敌人攻击也不会受到伤害。
歼灭（Elimination）
如上所述，一个小游戏场景，其中除了頭目之外的所有生物都被歼灭。每个房间都与之前作品和本作品的场景中出现的房间相连，但没有任何關联。有《歼灭1》、《歼灭2》和《歼灭3》。《歼灭1》和《歼灭2》并没有什么特别的噱头来打败敌人，但《歼灭3》中设置了地雷，所以需要尽可能的摧毁它们。如果在规定时间内没有消灭敌人，游戏将结束。
对峙（Show Down）
如上所述，是个只有頭目战的小游戏场景。有《对峙1》、《对峙2》、《对峙3》，《对峙1》会和前作的頭目打，《对峙2》会和本作的頭目打，除了頭目，三个暴君會在最后等待着玩家。和《歼灭》不同的是没有时间限制，但是每次打倒頭目都会自动切换场景，所以一旦错过了任何武器或者药品就无法再回去拾取。

## 玩家角色
由于角色的个人资料和能力与之前的作品相同，我们将在这里解释额外的项目和新增的动作。有关详细信息，请参阅生化危机逃出生天 。
凯文·莱曼（Kevin Ryman）
配音：柯克桑顿
一名31岁的RPD警官。
在章节“死守”中，他除了熟悉他工作的警察局外，还可以从储物柜中取出有用的物品。在本作中，是单独行动的类型，通常是单独行动。但当玩家遇到危险情况时，它会陪伴护航。
也许是因为他作为医生的天赋，他喜欢与乔治合作。他似乎喜欢辛迪，但与性格矛盾的马克相处不来。
额外的物品是“45自动手枪弹夹”。附加动作是“肘部滑铲”，动作幅度大，但可以通过肘部击倒丧尸。
在后来的故事中，他被描绘成骑着摩托车重新开始在迈阿密当警察。
大卫·金恩（David King）
配音：鲍勃·帕彭布鲁克
年龄不详的水管工。
在这部作品中，他几乎像之前的作品一样独自行动，几乎不听指示。
和凯文一样，当玩家处于危急关头时，他会护送你，但只有当玩家是洋子时，洋子不太可能单独行动。他喜欢与马克和阿丽莎合作尽管不清楚原因。相反，他与辛迪相处得并不愉快。
额外的物品是一个 "打火机"。 一个额外的动作是'连环刀攻击'，现在有四个阶段，上下两个阶段现在也是两段式攻击。 这使得它在近身战斗中更加专业化。  场景中还有几个 "舱门"，只有他能打开。
作为NPC出现在“突破”中。它躺在下水道出口附近，它变成了丧尸并开始攻击别人。一把似乎属于他的武器丢在了他的面前。
在之后的剧情中，他的沉默寡言和不友善的性格已经缓和了一些，和其中一名幸存者通了电话后，他登上了一艘货船前往了那里。
马克·威尔金斯（Mark Wilkins）
配音：博比林斯利
一名52岁的黑人保安。
在本作中，他喜欢陪伴玩家并行动，但当马克自己变得危险时，他将独自行动。
或许是因为他们都是黑人，所以们与吉姆合作，似乎们也信任大卫。不能和马虎的凯文相处。
额外的物品是“手枪弹夹”。至于附加动作，现在可以正确使用“全挥”作为向上或向下。还有，和之前的游戏一样，它的缺点是体型很大，无法进入狭窄的空间，但优点是可以自己推巨大的箱子和汽车(对于其他角色，如果他们是联网的，玩家们可以合作推动，但这在单人模式中是不可能的)。防御性能从伤害无效化变为70%伤害减免，与前作相比可以防御更多的攻击。
在清理完之后的一个故事中，他说，“过桥太危险了。”
辛蒂·雷诺克斯（Cindy Lennox）
配音：朱莉·马达莱娜
24岁的J's酒吧女服务员。
具有丰富的服务精神，具有以人为本的性格。
在本作中，除了比前作更多地陪伴玩家外，她只會陪伴和跟随任何角色。
从帮助一个叫做医生的人的角度来看，他似乎信任乔治。他似乎对吉姆也有好感。然而，他似乎与沉默寡言的大卫关系不好。
她的隐藏服饰包括便服和机车服等私人物品，以及兔女郎服饰等华而不实的物品。
额外的物品是“止血带”，可以防止流血状态并阻止肩负借贷的角色流血。附加动作是“同时蹲下”，其中肩负借贷的角色也蹲下。
作为NPC出现在“咆哮”中。她试图穿过动物园前往救援点，但在途中被丧尸大象压死。
尸体周围出现了一些药草，应该是药草盒中的。没变成丧尸。
在后来的故事中，他决定抛开过去的羁绊，积极地生活，并以在新房子里规划新生活的形象结束。
乔治·汉米尔顿（George Hamilton）
配音：Bob Buchholz
39岁的外科医生。
在本作中，他几乎跟随玩家一方行动。此外，像辛迪一样，很少单独行动，而是与任何角色一起行动。
他似乎与辛蒂相处得很好，也许是因为他的关怀天性。此外，他似乎因为凯文作为警察的个性而信任他。对艾丽莎似乎很在意。对洋子不信任，也不合作。
额外的物品是一个“胶囊射手”，可以发射各种胶囊。加上这个，她就变成了一个有很强辅助元素的角色。没有额外的动作，但是闪避滑铲的行进距离略有缩短。 2中不再有恢复药/抗病毒（大），医疗套装中可制作的药品由红+蓝变为3个恢复药，由绿+红+蓝变为3个抗病毒药。这使得储存化学品变得更加容易。
在通关后的一次清场后的谈话中，他说：“以后我要忙了”，并建议自己回到大学实验室，参与生化病毒的治疗与研究。
艾丽莎·亞修卡福特（Alyssa Ashcroft）
配音：杰西卡·施特劳斯
为浣熊市出版社工作的28岁报社记者。
在本作中大部分情况下，都是单独行动的类型，所以是一个不能指望作为搭档发挥积极作用的角色。
事实上，她已经失去了一些过去的记忆，如果你和艾丽莎一起玩“记忆”场景，你总共可以看到四个额外的事件。此外，通过触发所有这些事件并选择医院路线，艾丽莎可以恢复失去的记忆并看到一个特殊的结局。
从欣赏自己的角度来看，他与洋子合作。相反，他似乎对乔治感到不舒服。
额外的物品是“电击枪”。没有额外的动作，只是后退一步比前作稍微慢了一点，所以后退距离变大了，回避时间有了。
作为NPC出现在“记忆”中。在低难度下，会在森林中间休息并给玩家物品，但在高难度下，会变成丧尸并进行攻击。
通关后，会刊登她的指责文章的报纸，以及报道保護傘公司丑闻和衰落的新闻出现在电视上，可见她在这件事中的新闻活动已经结出硕果。
吉姆·查普曼（Jim Chapman）
配音：博比林斯利
一名24岁的地铁站工作人员。黑人。
作为车站员工，他从一开始就熟悉车站地图，从一开始就有员工区的钥匙，还可以进入位于整个区域的管道并在其中活动。
如上所述，他与马克关系很好，似乎对洋子很感兴趣。他似乎害怕艾丽莎，所以不合作。
当它是伙伴时，它会在状态良好时继续单独行动，但当它有一点危险时会跟随玩家，例如受伤。他不怎么听指令，哪怕是一点点受伤都会使用恢复物品，所以恢复物品消耗的很快。
额外的物品是“幸运币”，具有增加暴击率等效果。附加动作是“连续挥舞”，可让您使用棍棒式武器进行连续攻击。装死被削弱，躺下时不再无敌。个人物品和硬币的暴击率提升从15%降低到10%。
通关后，他决定换一份新工作，回归日常生活，与收集球鞋的爱好和打篮球的快感无关。
铃木洋子（Yoko Suzuki）
配音：利亚萨金特
20岁的日本女性。自称大学生。
擅长计算机知识，好奇心强，常表现为出人意料的强硬行为。作为搭档，他始终跟随玩家，听从指令，是完美的搭档。
也许是因为凯文借给她一块手帕，所以喜欢凯文，似乎很担心大卫。对吉姆感觉不好。
额外的物品是一个“护身符”，可以减少一些必杀攻击的伤害，并略微增加病毒抵抗力。一个额外的动作是 "突刺"，它取代了擒拿，使对手匍匐前进，然后逃跑。 当建立到最大限度时，它不会逃跑，但其功率略有增加，下降率也更高。
在通关后的后续故事中，他与出演《突破》的前保護傘研究员琳达一起进入法庭，公开了自己作为前雇员和实验对象的秘密，并在证人席上宣誓要起诉保護傘公司。

## NPC
和前作一样，只要满足一定条件就可以使用NPC进行游戏。

### 咆哮
奥斯汀·泰勒
浣熊市动物园的管理员。
他作为猎人的技能是一流的，但他的工作态度却很差，因为他将私人枪支带入了公园。
此外，游戏中出现的武器“猎枪”也是他自己的财产，被老板警告带回家，但讽刺的是，这把枪极大地帮助了主角的逃离。
如果您将难度设置为Hard或更高，他会出现在观察哨并要求幸存的工作人员告诉他他很安全。
帕特里克·雷耶斯
信赖奥斯汀技能的浣熊市动物园员工。
被丧尸和逃跑的动物袭击，倒在了大象舞台的二楼，当玩家角色找到他时，已经濒死。
根据奥斯汀是否安全，他的死亡方式会发生一些变化，如果被告知安全，他会交出物品，面带平静离开。
劳埃德·斯图尔特
浣熊市动物园的员工，他戴着一顶帽子，深到无法看到他的真面目。
似乎是他负责锁动物园的正门，馆长关于锁的备忘录可以确认。
此外，像帕特里克一样，他也信任奥斯汀。他躲在办公室，当告诉他奥斯汀很安全时，他会把东西给你，说他有机会就会去找他。

### 异界
让
一名RPD警察和凯文、亚伦和弗雷德是同事。
以Hard以上难度登场的他，因害怕丧尸而继续逃跑，但在地铁口用尽了力气，留下了一封写给凯文等人的遗书。
瑞奇
浣熊市的一名地铁员工和吉姆是同事。
或许是因为他是一个认真的人，他有时对吉姆的乐观态度感到反感。
他在值班时被吸血跳蚤咬伤，感染病毒后死亡，被发现死在车站厕所。

### 记忆
阿尔
一位住在阿克雷山脉安静的山间小屋中的老人。几年前，由于媒体报道的关于对病人使用保護傘公司提供的非法药物的丑闻，医院被关闭，他陷入了绝望之中，同时他也因病痛和死亡而失去了心爱的妻子。 起初，他用在森林里抓到的鸟类和其他小动物来喂养这种奇妙的植物，但他的行为逐渐升级，他以给人指路为名，把在山里迷路的人引到一家废弃的医院，在那里把他们杀死，作为这种奇妙植物的饲料。当玩家徘徊在一个山间小屋时，他告诉他们有一条通往邻近城镇的道路，并主动为他们指路，以免他们迷路，但他在中途就消失了（困难或以上的难度无法提供方向）。  他似乎已经逐渐受到T病毒的影响，拥有一个老人不可能拥有的力量和耐力水平。
里根·马利特
一个从浣熊市逃出来的女人，最后来到了一座山间小屋。
在逃跑过程中，她遭到袭击并受伤，并与女儿分开。
她要求玩家找到自己的女儿，如果按照要求找到她女儿，他会给你一把在森林里找到的武器作为奖励。
露西·马利特
里根的女儿。
他和母亲逃到了阿克雷山脉，但在途中迷路了，在山区的河边徘徊。
卡特
只在闪回中出现的报社记者，艾莉莎的前同事。
知道在阿克雷山脉的一家医院（现在是一座废弃的医院）正在进行非法临床实验，想继续调查以获取证据，但在引发医院关闭的事件中死亡。
多萝西·莱斯特
曾在废弃医院住院的院长夫人。
他身患不治之症，陷入昏迷，虽然因保護傘的药而暂时好转，但因食欲异常，病历上显示死去。

### 死守
丽塔·菲利普斯
配音：温迪·李
RPD女警官。钦佩她的上司马文。
R.P.D.中的女警官。她很喜欢她的上司马文。发现了警局雕像的机关并逃了出去，帮助了车站的工作人员和在车站避难的市民逃跑，并向外面求救。  然后，他与哈利一起乘坐车队的卡车成功地收容了聚集在入口处的幸存者，但在最后一刻，他违背自己的意愿将马文留在了身后并逃跑了。  她的全名在影片中从未透露，但在《RE:2重制版》中，他的名字可以在警察局西侧办公室的铭牌上找到。
马文·布拉纳
一名RPD警官，在“生化危機2”中亦有登場。
他从满是丧尸和舔食者的警察局逃出，并在丽塔的配合下成功联系到外界，但就在逃跑前被丧尸袭击身受重伤。
疏散车辆到达后，他为幸存者逃生争取时间，因为已经感染无法挽救（即使和丽塔等人乘卡车逃走，也会在途中变成丧尸攻击他们），意识到这点后选择留在警局和剩余的丧尸一决死战。
随后的结局在生化危机2中揭晓。 在凯文版本的ED中，马文被显示为新警察的培训师，而不是在其他ED中播放的主要故事的回忆，他经过一辆警车（故事情节表明，刚到岗的莱昂就在车上）。
班·贝托鲁奇
从城外拜访浣熊市的报社记者，在《2》中亦有登場。他是同行业的艾丽莎的熟人。
他因为调查局长的个人情况而被关进了看守所，但即使在生化危机发生后，为了安全起见他还是自愿留在了看守所。之后，结局将在“2”中揭晓。您可以通过交出包含散落在车站周围的独家照片的“胶卷盒”来交换物品。
亚伦
一名RPD警察，凯文的下级。
在通关了前作的“爆发”场景后，也曾短暂登场。
为了阻止丧尸和乌鸦进入车站，他奋力死守外面的楼梯，但最终被丧尸咬破了腹部而身亡。
弗雷德
R.P.D.警员，凯文和简的朋友。
在屋顶上与丧尸和乌鸦搏斗，但和亚伦一样在救援到来之前就死了。
托尼
R.P.D.的警犬训练师。
警局一片混乱，他担心警犬，于是去狗窝查看，却被一只已经变成丧尸的警犬袭击而死亡。
哈利
在前作出现的RPD警官。
一个戴着眼镜、性格胆怯的胖警察。
接到丽塔的消息后，他开着押运车来到派出所帮忙。
他成功地救出了丽塔和玩家，但马文决定留在警察局，告诉幸存者和丽塔逃跑，导致他还没有上卡车卡车就离开了。

### 突破
琳达
保護傘的女研究员。
她想到实验室取回试剂样本，在暴君激活后曾试图从出口逃走，却被突然出现的暴君推入地下。
然后她被玩家找到，并告诉他关于试剂的信息，但这次她被浑浊的水冲走了。随后她设法进入城市，但在苹果旅馆前的路上被狙击手打成重伤，并躲进了苹果旅馆，她自己是否能活下来与结局有很大关系，如果她活下来，她和洋子在逃离浣熊市后在法庭上为保護傘公司作证。
卡特
保護傘的研究员。
和琳达一样，他也是来取回试剂样本的，在实验室的入口处被丧尸袭击，但被大卫救下。之后，他要求玩家分析MO光盘，以便清理在研究所周围游荡的猎杀者，并使用光盘激活暴君进行保护。“ '暴君'装满了炸药，如果有需要的话，按一下开关就能杀死他。他是一个有用的工具，我要充分利用他。”卡特说。然而，当他来到琳达等待的出口时，他被一个逃跑的暴君从后面袭击，在他使用引爆开关之前就遭遇了悲惨的结局。
罗德里格斯
配音：拉里·里昂
保護傘特种部队U.S.S.第二分队的指挥官，戴着墨镜。
他似乎和琳达有过合作关系，一直等到琳达遭到核攻击。通过扣押包含Nyx的货物，他被剥夺了在保護傘内部的所有权力，并被下令杀死独立部队 U.B.C.S.，但扣押货物的原因尚未澄清。
如果玩家及时到达直升机，他们将成功捕获货物，但如果他们无法及时到达，路线会改变，汤米将在单独启动直升机后放下货物。
阿诺德
保護傘的私人部队U.B.C.S.的成员。
他是一个残忍的角色，使用PSG-1狙击步枪，在城市中埋设地雷，以狙击丧尸为乐，也狙击琳达本人，对玩家更是毫不留情。他的任务是夺回Nyx并暗杀罗德里格斯，但当他得知代号Double-X的核灭菌行动时，他放弃了汤米，逃离了这座城市。他后来的动向不明。
汤米·尼尔森
负责管理浣熊市货运码头的保護傘员工。
罗德里格斯正要偷走载有Nyx的货物，他正与UBC成员一起追查罗德里格斯的下落。
性格以自己的立场为重，UBC为自己的立场，比如给阿诺德等人下达任务成功的指令，根本不告诉阿诺德导弹射入城市的严重性。和无耻的人，因为他试图将成员用作棋子。
反观保護傘这边，他的上司以罗德里格斯维持自己的地位为条件，逼迫他杀了罗德里格斯，而罗德里格斯接近小人，最终被下属阿诺德抛弃。之后，根据路线，即使他是非战斗人员，他自己也使用火箭发射器试图击落罗德里格斯的直升机。虽然没有击中，但罗德里格斯的闪避动作导致锁链脱落，集装箱掉落，成功夺回了尼克斯。之后发生了什么不得而知。

## 生化危机逃出生天生存
《生化危机逃出生天》系列在2004年后停止制作续作，但网游《生化危机逃出生天生存》在2011年6月20日作为GREE内的一个应用程序发布。 它是由Aprica公司开发，该公司获得了卡普空的许可。 游戏内容是玩家在生化危机下的浣熊市完成强加给他们的任务，获得经验和物品来征服这个城市。
在任务过程中，会出现阻挡玩家的怪物，你必须在战斗中击败它们，但也有与《逃出生天》系列相似的地方。例如，如果玩家受伤就会感染病毒，必须注射疫苗。
游戏中还有很强的卡牌游戏元素，因为在任务中可以遇到《生化危机》系列中熟悉的人物，这使得玩家可以在任务中使用他们遇到的人物。 获得的每个角色都有自己的属性和类型，可以通过获得经验来加强。
虽然游戏名为《逃出生天》，但它与第一部或第二部的故事没有特别的联系，人物也不是完全来自《逃出生天》，而是来自整个《生化危机》系列。游戏的角色与系列中其他作品有很大不同，所以它不能算是爆发系列的一部分。
该游戏于2015年 5 月 29日停止运营。